# Glebowschtschina (Kursk)
Glebowschtschina (russisch Глебовщина) ist ein Dorf (derewnja) in der Oblast Kursk in Russland. Es gehört zum Rajon Fatesch und zur Landgemeinde (selskoje posselenije) Glebowski selsowjet.

## Geographie
Der Ort liegt gut 42 km Luftlinie nordwestlich des Oblastverwaltungszentrums Kursk im südwestlichen Teil der Mittelrussischen Platte, 5,5 km östlich des Rajonverwaltungszentrums Fatesch, 2 km vom Sitz des Dorfsowjet – Sykowka, 110 km von der Grenze zwischen Russland und der Ukraine, am Fluss Ussoscha (linker Nebenfluss der Swapa im Becken des Seim).

### Klima
Das Klima im Ort ist wie im Rest des Rajons kalt und gemäßigt. Es gibt während des Jahres eine erhebliche Niederschlagsmenge. Dfb lautet die Klassifikation des Klimas nach Köppen und Geiger.

## Bevölkerungsentwicklung
| Jahr | Einwohner |
| ---- | --------- |
| 2002 | 21        |
| 2010 | 18        |

Anmerkung: Volkszählungsdaten

## Verkehr
Glebowschtschina liegt 7 km von der Fernstraße föderaler Bedeutung M2 „Krim“ als Teil der Europastraße E105, 23 km von der Straße regionaler Bedeutung 38K-018 (Kursk – Ponyri), 7 km von der Straße 38K-039 (Fatesch – 38K-018), 1 km von der Straße interkommunaler Bedeutung 38N-210 (M2 „Krim“ – Sykowka – Maloje Annenkowo – 38K-039) und 23,5 km vom nächsten Bahnhof Wosy (Eisenbahnstrecke Orjol – Kursk) entfernt.
Der Ort liegt 166 km vom internationalen Flughafen von Belgorod entfernt.